# Schweizer Spielepreis
Der Schweizer Spielepreis war ein Spielepreis, dessen Jury das Publikum der Schweizer Ludotheken darstellt. Der Preis wurde von 2002 bis 2007 in den Kategorien Familien-, Kinder- und Strategiespiel verliehen, er war eine Erweiterung des St. Galler Spielzeugpreises, der von 1999 bis 2001 vergeben wurde. Verliehen wurde der Schweizer Spielepreis auf der Schweizer Spielmesse, die 1994 bis 2008 jährlich stattfand. Seit 2010 wird der Swiss Gamers Award verliehen.

## Preisträger
| Jahr | Kategorie       | Platz | Spiel                         | Autor                                                | Verlag             |
| ---- | --------------- | ----- | ----------------------------- | ---------------------------------------------------- | ------------------ |
| 2002 | Familienspiele  | 1     | Heimlich & Co.                | Wolfgang Kramer                                      | Amigo              |
| 2002 | Familienspiele  | 2     | Ali Baba                      | Gunter Baars                                         | Ravensburger       |
| 2002 | Familienspiele  | 3     | Trans America                 | Franz-Benno Delonge                                  | Winning Moves      |
| 2002 | Kinderspiele    | 1     | Maskenball der Käfer          | Peter-Paul Joopen                                    | Selecta            |
| 2002 | Kinderspiele    | 2     | Villa Paletti                 | Bill Payne                                           | Zoch               |
| 2002 | Kinderspiele    | 3     | Froggy                        | Jim Winslow                                          | Ravensburger       |
| 2002 | Freakspiele     | 1     | Puerto Rico                   | Andreas Seyfarth                                     | alea/Ravensburger  |
| 2002 | Freakspiele     | 2     | Piratenbucht                  | Paul Randles, Daniel Stahl                           | Amigo              |
| 2002 | Freakspiele     | 2     | Nautilus                      | Brigitte Ditt, Wolfgang Ditt                         | Kosmos             |
| 2003 | Familienspiele  | 1     | Der Palast von Alhambra       | Dirk Henn                                            | Queen Games        |
| 2003 | Familienspiele  | 2     | Europa Tour                   | Alan R. Moon, Aaron Weissblum                        | Schmidt Spiele     |
| 2003 | Familienspiele  | 3     | Peking-Akte                   | Mary Damby                                           | Hasbro             |
| 2003 | Familienspiele  | 3     | Gobblet                       | Thierry Dénoual                                      | Gigamic            |
| 2003 | Kinderspiele    | 1     | Die Kinder von Catan          | Klaus Teuber                                         | Kosmos             |
| 2003 | Kinderspiele    | 2     | Max Mäuseschreck              | Seven Towns Ltd.                                     | Ravensburger       |
| 2003 | Kinderspiele    | 3     | Schnapp, Land, Fluss          | Haim Shafir                                          | Amigo              |
| 2003 | Freakspiele     | 1     | Löwenherz                     | Klaus Teuber                                         | Kosmos             |
| 2003 | Freakspiele     | 2     | Amun-Re                       | Reiner Knizia                                        | Hans im Glück      |
| 2003 | Freakspiele     | 3     | New England                   | Alan R. Moon, Aaron Weissblum                        | Goldsieber         |
| 2004 | Familienspiele  | 1     | Make ’n’ Break                | Andrew Lawson, Jack Lawson                           | Ravensburger       |
| 2004 | Familienspiele  | 2     | Zug um Zug                    | Alan R. Moon                                         | Days of Wonder     |
| 2004 | Familienspiele  | 3     | Dicke Luft in der Gruft       | Norbert Proena                                       | Zoch               |
| 2004 | Kinderspiele    | 1     | Geistertreppe                 | Michelle Schanen                                     | Drei Magier Spiele |
| 2004 | Kinderspiele    | 2     | Macius – Achtung, fertig los! | Wolfgang Kramer, Jürgen P.K. Grunau, Hans Raggan     | Kosmos             |
| 2004 | Kinderspiele    | 3     | Monte Rolla                   | Ulrike Gattermeyer-Kapp, Manfred Kapp                | Selecta            |
| 2004 | Strategiespiele | 1     | Einfach Genial                | Reiner Knizia                                        | Kosmos             |
| 2004 | Strategiespiele | 2     | Anno 1503                     | Klaus Teuber                                         | Kosmos             |
| 2004 | Strategiespiele | 3     | Sankt Petersburg              | Michael Tummelhofer                                  | Hans im Glück      |
| 2005 | Familienspiele  | 1     | Verflixxt!                    | Wolfgang Kramer, Michael Kiesling                    | Ravensburger       |
| 2005 | Familienspiele  | 2     | Manila                        | Franz-Benno Delonge                                  | Zoch               |
| 2005 | Familienspiele  | 3     | Niagara                       | Thomas Liesching                                     | Zoch               |
| 2005 | Kinderspiele    | 1     | Charlie Quak auf Fliegenjagd  | Garrett J. Donner, Michael S. Steer, Brian S. Spence | Piatnik            |
| 2005 | Kinderspiele    | 2     | Snorta                        | Chris Childs, Tony Richardson                        | Amigo              |
| 2005 | Kinderspiele    | 3     | Daddy Cool                    | Heinz Meister                                        | HUCH! & friends    |
| 2005 | Strategiespiele | 1     | Der Turmbau zu Babel          | Reiner Knizia                                        | Hans im Glück      |
| 2005 | Strategiespiele | 2     | Candamir                      | Klaus Teuber                                         | Kosmos             |
| 2005 | Strategiespiele | 3     | Jambo                         | Rüdiger Dorn                                         | Kosmos             |
| 2006 | Familienspiele  | 1     | Fußball Ligretto              | Reiner Stockhausen                                   | Schmidt Spiele     |
| 2006 | Familienspiele  | 2     | Pirates!                      | Reiner Knizia                                        | Ravensburger       |
| 2006 | Familienspiele  | 3     | Das große Dinosaurier-Spiel   | Inka und Markus Brand                                | Kosmos             |
| 2006 | Kinderspiele    | 1     | Nacht der Magier              | Kirsten Becker, Jens-Peter Schliemann                | Drei Magier Spiele |
| 2006 | Kinderspiele    | 2     | Mauseschlau & Bärenstark      | Ingeborg Ahrenkiel, Cornelia Keller                  | Ravensburger       |
| 2006 | Kinderspiele    | 3     | Looping Louie                 | Carol Wiseley                                        | MB-Spiele          |
| 2006 | Strategiespiele | 1     | Just 4 Fun                    | Jürgen P.K. Grunau                                   | Kosmos             |
| 2006 | Strategiespiele | 2     | Timbuktu                      | Dirk Henn                                            | Queen Games        |
| 2006 | Strategiespiele | 3     | Mesopotamien                  | Klaus-Jürgen Wrede                                   | Phalanx Games      |
| 2007 | Familienspiele  | 1     | Einfach Genial Knobelspass    | Reiner Knizia                                        | Kosmos             |
| 2007 | Familienspiele  | 2     | Zooloretto                    | Michael Schacht                                      | Abacusspiele       |
| 2007 | Familienspiele  | 3     | Tsuro                         | Tom McMurchie                                        | Kosmos             |
| 2007 | Kinderspiele    | 1     | Dschungelschatz               | Roberto Fraga                                        | HABA               |
| 2007 | Kinderspiele    | 2     | Turbulento                    | Heinz Meister                                        | Selecta            |
| 2007 | Kinderspiele    | 3     | Burg-Ritter                   | Christian Tiggemann                                  | HABA               |
| 2007 | Strategiespiele | 1     | Blokus Trigon                 | Bernard Tavitian                                     | Sekkoia            |
| 2007 | Strategiespiele | 2     | Wikinger                      | Michael Kiesling                                     | Hans im Glück      |
| 2007 | Strategiespiele | 3     | Die Säulen der Erde           | Michael Rieneck, Stefan Stadler                      | Kosmos             |